# Four Rivers Bay
Four Rivers Bay är en vik i Kanada.   Den ligger i territoriet Nunavut, i den nordöstra delen av landet, 3 200 km nordväst om huvudstaden Ottawa.
Trakten runt Four Rivers Bay består i huvudsak av gräsmarker. Trakten runt Four Rivers Bay är nära nog obefolkad, med mindre än två invånare per kvadratkilometer.